# Kaja
Kaja je žensko osebno ime.

## Izvor imena
Ime Kaja je skrajšana oblika ženskih imen, ki se začenjajo z zlogom Ka-, kot so Kajetana, Karla, Katarina ipd. Možno pa je tudi, da je ime izpeljano iz italijanskega imena Caia, ki je ženska oblika moškega imena Caio, in ustreza latinskemu Caius, Gaius slovensko Gaj.

## Različice imena
- ženska različica imena: Kai
- moške različice imena: Kai, Kaj, Kajo

## Pogostost imena
Po podatkih Statističnega urada Republike Slovenije je bilo na dan 31. decembra 2007 v Sloveniji število ženskih oseb z imenom Kaja: 2.732. Med vsemi ženskimi imeni pa je ime Kaja po pogostosti uporabe uvrščeno na 98. mesto.

## Osebni praznik
V koledarju je ime Kaja uvrščeno k enemu od imen iz katerih domnevno izhaja (Glej imena Gaja, Katarina, Kajetana, Karla).